# Murcia
Murcia (spanskt uttal: [ˈmuɾθja] ( lyssna)) är en stad och kommun i den autonoma regionen Murcia i sydöstra Spanien. Staden ligger vid floden Segura, cirka 349 kilometer sydost om Madrid. Murcia är centralort i regionen Murcia. Kommunen har 474 617 invånare (2024), på en yta av 885,11 km².

## Ekonomi
Området runt Murcia är en viktig producent av grönsaker och frukt, som kan påträffas vid stormarknader i större delen av Västeuropa såväl i färsk som konserverad form. En viktig del av ekonomin är den turism som består i deltidsboende, där invånare i främst nordliga delar av Europa skaffar sig ett andra boende i det soliga och varma Murcia.

## Utbildning
I Murcia finns två universitet:
- Universidad de Murcia med drygt 30 000 studenter * samt en avdelning av Universidad Politecnica de Cartagena
- Universidad Católica San Antonio med cirka 4 300 studenter

## Sport
I staden finns fotbollsklubbarna Real Murcia som spelar i tredjedivisionen Primera Federación samt UCAM Murcia som spelar i fjärdedivisionen Segunda Federación.

## Kända personer från Murcia
- Juan de la Cierva, autogirons uppfinnare
- Ibn 'Arabi, sufimästare och diktare
- Carlos Alcaraz, tennisspelare från förorten El Palmar